# Erika Kunze-Götte
Erika Kunze-Götte (geborene Götte, * 30. März 1931 in Clausthal-Zellerfeld) ist eine deutsche Klassische Archäologin.
Nach dem Schulbesuch in Frankfurt am Main studierte Götte Klassische Archäologie, Griechisch und Alte Geschichte in Tübingen und München. Am 19. Dezember 1957 wurde sie in München bei Ernst Buschor mit einer Arbeit zum Thema Frauengemachbilder in der Vasenmalerei des fünften Jahrhunderts promoviert. 1958/59 reiste sie mit dem Reisestipendium des Deutschen Archäologischen Instituts im Mittelmeerraum. 1959–1960 war sie bei der deutschen Ausgrabung in Olympia tätig. 
Ihr Hauptforschungsgebiet ist die griechische Vasenmalerei; neben einer Monographie zur Werkstatt des Kleophrades-Malers verfasste sie sechs Bände für das Corpus Vasorum Antiquorum Deutschland. Sie war mit dem Musikwissenschaftler Stefan Kunze (1933–1992), einem Sohn des Klassischen Archäologen Emil Kunze (1901–1994), verheiratet. Ihre Söhne sind der Maler Michael Kunze und der Klassische Archäologe Christian Kunze.

## Veröffentlichungen
- Frauengemachbilder in der Vasenmalerei des fünften Jahrhunderts. München 1961, (München, Universität, Dissertation).
- Der Kleophrades-Maler unter Malern schwarzfiguriger Amphoren. Eine Werkstattstudie. von Zabern, Mainz 1992, ISBN 3-8053-1285-7.
- mit Karin Tancke und Klaus Vierneisel: Die Beigaben (= Die Nekropole von der Mitte des 6. bis zum Ende des 5. Jahrhunderts. 2 = Kerameikos. Ergebnisse der Ausgrabungen. Band 7, Teil 2). Hirmer, München 1999, ISBN 3-7774-6920-3.
- Myrte als Attribut und Ornament auf attischen Vasen (= Akanthiskos. 1). Akanthus, Kilchberg 2006, ISBN 978-3-905083-23-1.